# Neurom
Das Neurom ist eine gutartige Knotenbildung, die nach Durchtrennung eines peripheren Nervs (Neurektomie) an der Stelle des Defekts entstehen kann.
Erstmals beschrieben wurde das Neurom von William Cheselden.

## Entstehung
Periphere Nerven können, wenn sie bei Verletzungen (Neurotmesis) oder Operationen (Neurotomie oder Neurektomie) durchtrennt werden oder isoliert das Axon durch Druck oder Zug geschädigt wird (Axonotmesis), wieder regenerieren. Das Axon wächst in Richtung Peripherie aus, um das Erfolgsorgan, zu dem der Nerv ursprünglich gehörte, wieder zu erreichen. Die bindegewebigen Strukturen, die den Nerv umgeben, das Perineurium, werden dazu wie eine Leitschiene genutzt.
Allerdings entsteht bei jeder Wundheilung Narbengewebe, dessen Hauptbestandteil Kollagenfasern sind. Versucht ein Axon, dieses Gewebe zu durchdringen, um das abgetrennte Ende des Nerven wieder zu erreichen, kommt es vor, dass sich die aussprossende Nervenfaser in dem entstandenen Narbengewebe aufknäuelt und ein Neurom bildet.  Hier können falsche Nerveninformationen entstehen, die sich meistens als Schmerzen äußern. In manchen alten Operationsnarben lassen sich diese Verdickungen ertasten. Oft wird an genau dieser Stelle ein deutlicher und umschriebener Druckschmerz angegeben.

## Therapie
Die beste Therapie ist es, von vornherein die Entstehung solcher Neurome nicht zu begünstigen. Für den Operateur heißt das, so weichteilschonend wie möglich vorzugehen, das Schlagwort ist „atraumatisch“. Umspritzen mit Lokalanästhetika kann oft die Beschwerden lindern; Friktionsmassagen können das Narbengewebe auflockern. Die operative Behandlung verläuft oft enttäuschend. Es ist zwar ohne große Schwierigkeiten möglich, ein Neurom aufzusuchen und herauszuschneiden, aber oft wächst es schnell wieder nach und kann in einigen Fällen später mehr Probleme bereiten, als vor der Operation. Neuere Methoden aus der Plastischen Chirurgie belassen daher den Nervenstumpf nach dem Entfernen des Neuromes nicht lose im Gewebe, sondern es wird der Stumpf im Erfolgsorgan eingenäht um die erneute Neurombildung zu verhindern. Motorische Nerven werden z. B. in die tiefe Muskulatur verankert. Hautnerven können nach Neuromentfernung verödet werden oder in eine deepithelisierte Hauttasche eingenäht dann in der tiefen Fettschicht verankert werden.